# Konditorei

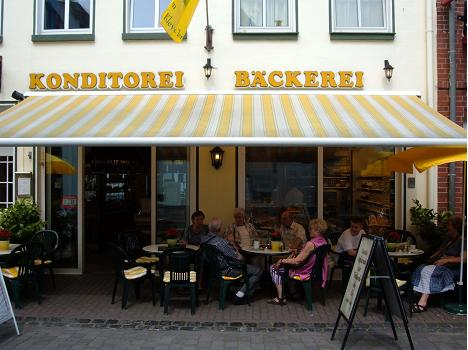
Een typische konditorei in Duitsland.

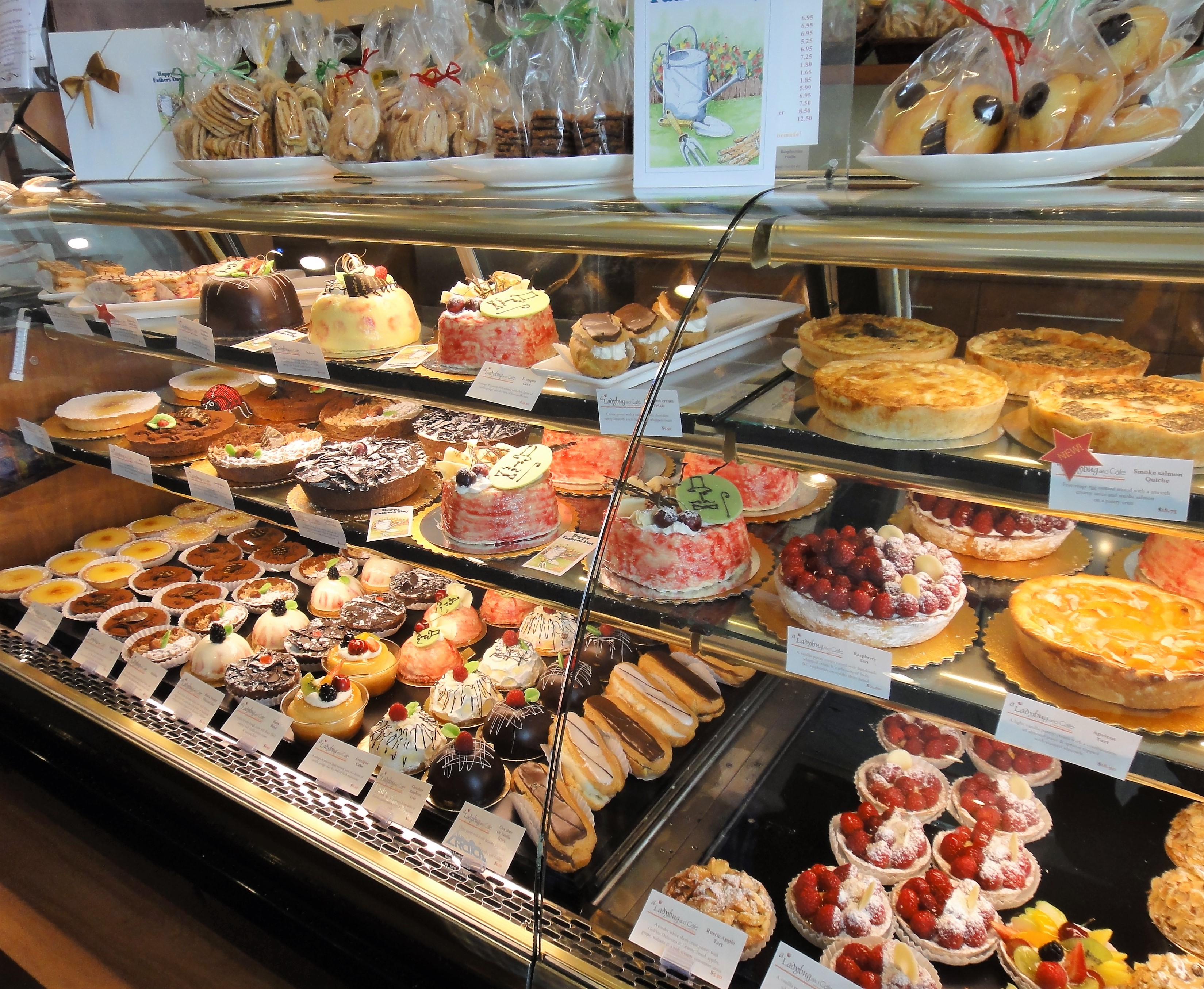
Etalage van een konditorei in Canada.

Een konditorei is een banketbakkerij die doorgaans ook dienst doet als café. Deze winkels zijn te vinden in verschillende landen, waaronder Duitsland, Oostenrijk, Zwitserland, Frankrijk, Denemarken, Zweden en Tsjechië.
De cultuur en functie van de konditorei kunnen echter per locatie verschillen. In Duitsland, Oostenrijk en Zwitserland is het een populaire gewoonte om halverwege de middag naar een konditorei te gaan om gebak met koffie of warme chocolademelk te nuttigen. Een vergelijkbare cultuur is aanwezig in verschillende Noord-Europese landen die worden beïnvloed door Midden-Europese trends, zoals Denemarken en Zweden.
Afgezien van het typische menu, verschilt een konditorei voornamelijk van een restaurant doordat de openingstijden eerder op de dag plaatsvinden.

## Etymologie
De oorsprong van het woord konditor (de bakker van de konditorei) komt voort uit het Latijnse woord candire, wat staat voor zoetigheid. Het woord is verwant met het Nederlandse woord kandij. Een Konditor is dus een kandij-bakker, dus een suiker- of banketbakker.